# Laurent Bourgnon

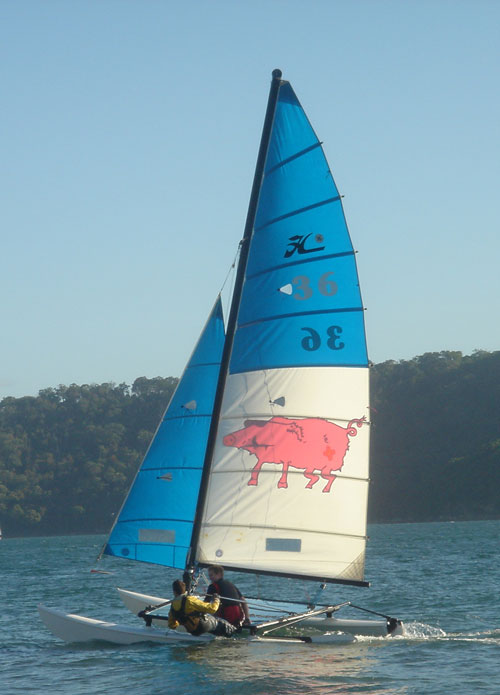
Auf einem solchen Hobie 16 überquerte Bourgnon 1986 den Atlantik

Laurent Bourgnon (* 16. April 1966, vermisst seit 24. Juni 2015 nach einem Tauchgang vor dem Atoll Toau) ist ein schweizerischer Langstrecken-Rekordsegler, der als Einhandsegler (d. h. allein auf dem Boot) und Skipper mehrere namhafte Regatten gewann. In den letzten Jahren hat Bourgnon mehrfach als Fahrer an der Rallye Dakar teilgenommen, wobei er 2001 den 10. Platz errang.

## Biographie
Bourgnon überquerte erstmals mit vier Jahren, im Boot seiner Eltern, den Atlantik auf einem Segelboot. Mit 11 Jahren nahm er auf dem Boot seiner Eltern und mit seinem Bruder Yvan Bourgnon (* 6. Juli 1971) an einer Weltumsegelung teil. Mit 20 Jahren überquerte er im November 1986 den Atlantik in einem Hobie Cat 16, einem kajütenlosen Katamaran, zusammen mit Frederic Giraldi; 21 Tage dauerte die Überfahrt von Puerto Rico auf Gran Canaria auf die französische Karibikinsel Guadeloupe, während der sich die beiden Segler von vorgekochten Notrationen ernährten; die beiden benötigten zwei Tage länger als das im selben Jahr in einem offenen Hobie 18 gestartete französisch-australische Segelduo Daniel Pradel und Tony Laurent und wurden nach ihrer Ankunft wegen schwerer Sonnenverbrennungen und Dehydratisierung in ein Spital eingeliefert.
1987 begann Bourgnon seine Karriere als Regattasegler, als er, vor Isabelle Autissier, den zweiten Platz auf der Einhand-Regatta Transat 650 errang. Ein Jahr später stand er bei der Einhandregatta Solitaire du Figaro, die in vier Etappen entlang der französischen Küste verläuft, bereits ganz oben auf dem Siegertreppchen. 1990 holte er sich bei der Einhand-Transatlantikregatta Route du Rhum den dritten Platz in der Gesamtwertung.
Es folgten Siege bei der Einhand-Langstreckenregatta vom französischen La Baule zum senegalesischen Dakar (1991) und, als Crewmitglied, bei der Open UAP (1991) und der Transatlantikregatta Transat Québec–Saint-Malo (1992) sowie vordere Plätze bei weiteren Regatten. 1993 errang er erstmals den Titel des FICO-Lacoste-Weltmeisters der Skipper, für den die Leistungen in bestimmten Regatten zählen; bis 1997 sollte er den Titel insgesamt ungeschlagene fünfmal in Folge gewinnen, während sein Sponsor Primagaz den parallel verliehenen Sponsoren-Titel für die Jahre 1995 bis 1997 erhielt.
1994 stellte Bourgnon mit seinem 60-Fuss-(18,3-Meter-)Trimaran Primagaz (ex RMO) mit 540 Seemeilen (Durchschnittsgeschwindigkeit 22,5 Knoten, ca. 41,7 km/h) einen Rekord für die weiteste in 24 Stunden gesegelte Strecke auf – sowohl für Einhandsegler wie auch für Boote mit Crew bis 60 Fuss. Der Rekord für Einhandsegler wurde Bourgnon erst 2005 von Francis Joyon mit seinem 90-Fuss-Trimaran Idec (542,7 Seemeilen) und für Boote bis 60 Fuss sogar erst 2006 abgenommen, als Yves Parlier ihn einhand (586 Seemeilen) sowie mit fünfköpfiger Crew (597,81 Seemeilen) überbot; beide Rekorde wurde noch 2006 von Laurent Bourgnons Bruder Yvan weiter verbessert. Im Juni des Jahres stellte er mit Cam Lewis während der Regatta TwoSTAR einen Transatlantikrekord in Ost-West-Richtung für Boote mit zwei Personen Besatzung auf, als die beiden mit Primagaz für 2'800 Seemeilen von Plymouth nach Newport 9 Tage, 8 Stunden, 5 Minuten und 20 Sekunden benötigten (Durchschnittsgeschwindigkeit 12,49 Knoten). Bourgnon und Lewis gewannen die Twostar-Transatlantik-Regatta von Plymouth nach Newport, und Bourgnon verkürzte noch im selben Monat den Einhand-Transatlantikrekord in West-Ost-Richtung für Boote bis 60 Fuss auf 7 Tage, 2 Stunden und 34 Minuten, als er die 2'925 Seemeilen lange Strecke von Ambrose Light (New York) nach Lizard Point (England) wählte (Durchschnittsgeschwindigkeit 17,15 Knoten). Im selben Jahr gewann er die Einhand-Transatlantikregatta Route du Rhum von Saint-Malo in die Karibik. Bourgnon wurde in diesem Jahr für den Titel des Weltseglers des Jahres der International Sailing Federation nominiert.
Nach weiteren Platzierungen stieg Bourgnon 1997 beim Fastnet-Rennen und, gemeinsam mit seinem Bruder Yvan, bei der Transatlantikregatta Transat Jacques Vabre auf das Siegertreppchen. 1998 gelang ihm mit Primagaz als bisher einzigem Segler ein erneuter Sieg bei der Route du Rhum.
2000 bis 2002 nahm Bourgnon dreimal an der (Paris–)Dakar-Rallye teil (13., 10. und 13. Platz) und unternahm 2001 einen Transatlantikrekordversuch mit seinem erprobten Segelpartner Cam Lewis.
In jüngerer Zeit verfolgte Bourgnon laut Angaben seiner Internetseiten das Projekt eines Riesenkatamarans («Maxicats») Dragster des mers (benannt nach den Fahrzeugen in Beschleunigungsrennen), mit dem er Langstrecken-Segelrekorde auf bekannten weltweiten Routen – z. B. der Teeroute von Hongkong nach London oder eine Weltumrundung im Rahmen der Trophée Jules Verne – aufstellen wollte. Der nach Plänen von Architekt Nigel Irens gebaute Katamaran sollze 38 m lang und 20 m breit, bei einer Masthöhe von 60 m und einem Gewicht von 20 Tonnen; das Grosssegel sollte 400 m², die Genua 250 m² und das Gennaker 600 m² gross sein.
Für Anfang 2008 hatte sich Bourgnon auf seine mittlerweile sechste Teilnahme an der Dakar-Rallye vorbereitet, bevor die Rallye am Vortag des Starttermins aus Sicherheitsgründen abgesagt worden war.
Am 24. Juni 2015 kehrte Bourgnon von einem Tauchgang nahe Toau (Französisch-Polynesien) nicht zurück und gilt seither als vermisst.

## Leistungen
- 1986: Transatlantik-Überquerung in einem Hobie Cat 16 mit Frédéric Giraldi
- 1987: 2. Platz Transat 650
- 1988: 1. Platz Einhandregatta Solitaire du Figaro
- 1990: 3. Platz Route du Rhum
- 1991: 1. Platz Open UAP, als Crewmitglied
- 1991: 1. Platz Einhandregatta von La Baule (Frankreich) nach Dakar (Senegal)
- 1992: 1. Platz Transat Québec-Saint-Malo, als Crewmitglied
- 1992: 5. Platz Transat Jacques Vabre (2-Personen-Regatta von Le Havre zum brasilianischen Salvador da Bahia)
- 1993: 2. Platz bei der Regatta Course de l’Europe, als Crewmitglied
- 1993: 2. Platz Transat Jacques Vabre
- 1994: 24-Stunden-Rekord sowohl für Einhandsegler als auch für Crewboote bis 60-Fuss (540 Seemeilen)
- 1994: Rekord für die Einhand-Transatlantiküberfahrt in West-Ost-Richtung (7 Tage, 2 Stunden, 34 Minuten)
- 1994: 1. Platz Twostar-Transatlantikregatta für 2 Personen pro Boot mit Cam Lewis
- 1994: 1. Platz Route du Rhum
- 1995: 2. Platz Open UAP, als Crewmitglied
- 1995: 3. Platz Transat Jacques Vabre mit Cam Lewis
- 1996: 4. Platz Transat Québec–Saint-Malo
- 1997: 3. Platz der Regatta Course de l’Europe, als Crewmitglied
- 1997: 1. Platz Fastnet-Rennen, als Crewmitglied
- 1997: 1. Platz Transat Jacques Vabre (Le Havre – Karthago) mit Yvan Bourgnan
- 1998: 1. Platz Route du Rhum
- 1999: 3. Platz Transat Jacques Vabre mit Yvan Bourgnan
- 1999: 51. Platz (Paris–)Dakar-Rallye (Beifahrer Guy Leneveu, * 30. Juni 1950)
- 1999: 11. «Scratch» (gemischte Wertung) bei der Rallye de Tunisie (Beifahrer Guy Leneveu)
- 1999: 17. «Scratch» (gemischte Wertung) bei der UAE Desert Challenge (Beifahrer Guy Leneveu)
- 2000: 13. Platz (Paris–)Dakar-Rallye (Beifahrer Guy Leneveu)
- 2000: 11. «Scratch» (gemischte Wertung) bei der UAE Desert Challenge (Beifahrer Guy Leneveu)
- 2001: Transatlantik-Rekordversuch mit Cam Lewis
- 2001: 10. Platz (Paris–)Dakar-Rallye (Beifahrer Guy Leneveu)
- 2002: 13. Platz (11. «Scratch»)[11] (Paris–)Dakar-Rallye (Beifahrer Guy Leneveu)
- 2003: 10. Platz Transat Jacques Vabre mit Philippe Monnet
- 2004: Aufgabe bei der (Paris–)Dakar-Rallye (Beifahrer Guy Leneveu)